# Божидар
Божида́р (справжнє ім'я — Богдан Петрович Гордєєв) (3 липня 1894, Харків — 20 вересня 1914, село Бабки Харківської губернії) — російський поет-футурист і теоретик віршування.

## Життєпис
Народився в сім'ї професора Ветеринарного інституту, громадського діяча, видавця журналу «Ветеринарний вісник», який походив з козаків міста Умані (бабуся Петра Гордєєва була зі знатного татарського роду Бакаєвих). Мати Божидара (до шлюбу Чирикова) викладала російську мову та літературу, співпрацювала з Христиною Алчевською у підготовці тритомного видання «Что читать народу».
1913 року закінчив з золотою медаллю Третю харківську гімназію. Був здібним до мов (зокрема, вивчав санскрит), грав на фортеп'яно, займався в художній студії Агафонова «Блакитна лілея», захоплювався старовинною німецькою гравюрою (особливо творчістю Дюрера). Різкий душевний протест викликала в нього мертвотна рутина державних інституцій, розміреність побуту, впорядкованість, «загальний утилітаризм». Він гостро переживав смерть Льва Толстого, прагнув розірвати з цивілізацією, як це робили Генрі Дейвід Торо, Артюр Рембо, Поль Гоген. Ці настрої знайшли відображення в його романі «Егоїст», але він, як і інші юнацькі твори Божидара, написані під впливом Едгара По та Ф. Ніцше. Ще один автор, який мав великий вплив на молодого поета,— це Е. Т. А. Гофман. По закінченні гімназії вступив до історико-філологічного факультету Харківського університету, де мав намір вивчати порівняльне мовознавство та санскритологію, але раптово забрав документи, розірвав відносини з родиною й потай помандрував до Смоленська, де жив з приватного викладання.
У березні 1914 приїхав до Москви, познайомився з Сергієм Бобровим і увійшов до складу очолюваного ним футуристичного угруповання «Центрифуга». У квітні повернувся до Харкова, організував літературно-видавничу групу «Лірень» (разом з Григорієм Пєтніковим та Миколою Асєєвим, на ранню лірику якого зробив певний вплив). За життя видав єдину збірку віршів «Бубен» (1914) за власним правописом, шрифтовим оформленням та пунктуацією (рукописні тексти були літографовані). Повніше видання його поезій під тією ж назвою підготували С. Бобров та М. Асєєв (1916); того ж року вийшло й його віршознавче дослідження «Распевочное единство» (одна з перших праць із вивчення найскладніших ділянок російської ритміки).
Поетична творчість Божидара була підпорядкована меті відновити давньослов'янський звук в поетичному мелосі, зробити архаїчне звучання засобом новаторства. У своїй віршознавчій праці він доводить, що цілісністю будь-якого поетичного твору керує не заданий «ззовні» метр, а прихований, «внутрішній» єдиний першоритм, який він назвав «розспівом».
Наклав на себе руки у стані депресії вночі в лісі біля села Бабки Харківської губернії (нині Кременчуцький район Полтавської області). Серед версій причин самогубства — нерозділене кохання до художниці–авангардистки Марії Синякової.
|                                    | Від Божидара, який і далі є супутником двох чи трьох людей до Земної Кулі, залишилася рідкісно прегарна мова про «єдине пізнавальне знаряддя» та «собор позачуттєвих видобутків». Він розбився, летячи, об стіни прозорої долі. <…> Ми осягаємо Божидара через відбите коливання в серцях тих, хто знав його… |
| — Велимир Хлєбников, Ляля на тигрі | |